# Huawei Ideos X5
De Huawei Ideos X5 of Huawei U8800 is een smartphone van het Chinese Huawei met Android. Het wordt gezien als relatief goedkoop alternatief voor de Android-toestellen die vaak veel betere specificaties hebben, maar ook een veel hogere prijs.
Hoewel de officiële Android-versie van de fabrikant op 2.2.1 is gebleven, is er op de website van deze fabrikant een upgrade-pack naar 2.3.7 te downloaden. Er is ook een ICS-versie van Android, maar deze komt niet van de fabrikant.